# 谈卫红
谈卫红（1971年—），安徽泾县人，汉族，中华人民共和国政治人物、第十二届全国人民代表大会解放军代表。
毕业于第二炮兵工程学院固体发动机专业。加入中国共产党。2013年，担任全国人大代表。